# Elizabeth Smart
Elizabeth Smart (27 de diciembre de 1913 - 4 de marzo de 1986) fue una poetisa y novelista canadiense. Su obra más conocida, En Gran Central Station me senté y lloré, narra su relación amorosa con el poeta George Barker.

## Biografía
Elizabeth nació en el seno de una familia socialmente destacada de Ottawa; su padre, Russell Smart, fue un abogado de éxito. Su familia veraneaba puerta con puerta en Kingsmere Lake con el futuro primer ministro de Canadá, William Lyon Mackenzie King. Ella comenzó a escribir a edad temprana: publicó su primer poema a los diez años y reunió su primer libro de poemas a los quince. A los dieciocho años dejó su país para estudiar música en el  King's College, de Londres.
En 1937 comenzó a trabajar como secretaria de  Margaret Watt, presidenta de Associated Country Women of the World.  Elizabeth viajó por todo el mundo acompañando a Margaret en sus conferencias. Fue entonces cuando descubrió un libro de poesía de  George Barker y se enamoró no solo de los versos, sino de su mismo autor.
Después de estos viajes volvería a  Ottawa, donde pasó seis meses escribiendo notas de sociedad para The Ottawa Journal. Continuamente preguntaba en las fiestas por Barker, insistiendo en que quería conocerlo y casarse con él. No tardó demasiado en iniciar una relación epistolar con el poeta.
Ansiosa por iniciar su carrera de escritora, Elizabeth dejó el periódico y la ciudad de Ottawa. Visitó Nueva York, México y California, uniéndose a una colonia de escritores en el Gran Sur. Mientras tanto, pudo establecer contacto con Barker a través de Lawrence Durrell. Pagó el vuelo a Barker y a su esposa para que viajaran a Estados Unidos desde Japón, donde él trabajaba como profesor. Casi de inmediato iniciaron un apasionado romance que duraría casi lo que el resto de sus vidas.
En 1941, después de quedar embarazada, ella volvió a Canadá, donde tuvo a su primera hija, Georgina. Barker intentó visitarla, pero la familia de Elizabeth utilizó sus influencias para que las autoridades impidiesen su entrada en el país por "conducta inmoral y deshonesta".
Ella regresó a los Estados Unidos y comenzó a trabajar como administrativa para la embajada británica en Washington. Dos años después, en 1943, en plena Guerra, se embarcó hacia Inglaterra, donde Barker se había establecido. Allí consiguió un empleo en el Ministerio de Defensa y tuvo a su segundo hijo, Christopher.
Fue en esos años en los que escribió su obra más conocida, En Gran Central Station me senté y lloré. Se publicaron dos mil ejemplares en 1945, pero el libro no tuvo realmente éxito hasta mucho tiempo después. Es una obra de ficción, pero con marcados tintes autobiográficos, en torno a su relación con Barker.
La madre de Elizabeth, Louise, se disgustó enormemente al conocer la existencia del libro. Consiguió, usando otra vez sus influencias, que se prohibiera su publicación en Canadá, y destruyó todas las copias que pudo conseguir.
Barker la visitaba con frecuencia en Londres. Ella volvió a quedarse embarazada del que sería su tercer hijo, Sebastian, y fue obligada a cesar en el Ministerio de Información. Todavía tendría otra hija más con Barker, Rose Emma, nacida en 1947. Él, que era católico, prometió dejar a su esposa para vivir con ella, pero eso nunca ocurriría. De hecho, tuvo un total de quince hijos con diversas mujeres.
Aparte de poco convencional, la relación de ambos fue tormentosa. Barker bebía mucho y contagió su adicción a Elizabeth. Tenían frecuentes y terribles peleas, en las que llegaban a las agresiones físicas. A pesar de ello, o por causa de ello, el enfermizo amor de Elizabeth por Barker solo acabó cuando acabó su vida.
Para poder mantenerse a sí misma y a sus hijos, Elizabeth  Smart trabajó durante trece años como redactora de anuncios. En 1963 ingresó en la plantilla de la revista Queen, de la que llegó a ser editora, incluso la redactora mejor pagada de Inglaterra. En este tiempo disminuyó su dependencia física de Barker y vivió una vida más libre y bohemia que incluyó varios amantes, hombres y mujeres.
En Gran Central Station me senté y lloré había circulado mientras tanto por Nueva York y Londres como libro de culto. Fue republicado en 1966 con gran éxito de crítica. Ese año Elizabeth dejó la escritura comercial y se retiró a una casa de campo en Suffolk. Allí escribió la mayor parte de su obra, la mayoría de la cual fue publicada póstumamente. Escribió mucho, como queriendo recuperar el tiempo perdido, poesía, prosa, incluso libros de jardinería y cocina. En 1977, después de 32 años de ausencia del mundo editorial, publicó dos nuevas obras, The Assumption of the Rogues & Rascals y una pequeña colección de poemas, A Bonus.  Siguieron In the Meantime (1984), una antología de poesía y prosa, y sus dos volúmenes de diarios: Necessary Secrets: The Journals of Elizabeth Smart (1986).
Smart regresó a Canadá para una breve estancia, de 1982 a 1983, como escritora-residente en la Universidad de Alberta. Posteriormente pasaría un año becada en Toronto antes de regresar a Inglaterra, donde moriría en Londres de un ataque al corazón.